# Список корпусов Вооружённых сил СССР (1989—1991)

Список корпусов Вооружённых Сил СССР (1989—1991) — список корпусов в составе Вооружённых Сил СССР по состоянию на 1989—1991 годы и по их состоянию в Вооружённых Силах государств бывшего СССР на 2018 год.
- Примечание:

1. В связи с разночтениями в различных источниках, в списке могут присутствовать неточности;
2. Прочерк в графе «Предшественник» означает что корпус являлся вновь созданным формированием;
3. Прочерк в графе «1992 год Переход под юрисдикцию» означает что корпус был расформирован не оказавшись под юрисдикцией какого-либо из государств бывшего СССР;
4. Во всех разделах в графе «Год создания» указан год, в который формирование получило приведённое полное наименование. Год создания формирования являвшегося предшественником корпуса не приводится, как и не рассматривается история преобразований всех предшествовавших ей формирований;
5. Перечень использованных общих условных сокращений приводится в конце статьи. Узкоспециализированные сокращения для некоторых родов войск, раскрываются в заглавии разделов.

## Сухопутные войска

Условный флаг Сухопутных войск ВС СССР

В данный раздел входят корпуса находившиеся в подчинении Главнокомандующего сухопутными войсками.

### Армейские корпуса
Полный список армейских корпусов (18 объединений) существовавших в составе Сухопутных войск в период с 1989 по 1991 годы
- Примечание:

1. гв. — сокращение от гвардейская;
2. мсд — сокращение от мотострелковая дивизия;
3. тд — сокращение от танковая дивизия.

| Корпус (полное наименование)                                     | Год создания | Предшественник                     | Принадлежность к объединению, дислокация, 1989-1991      | Дивизии в составе корпуса                  | 1992 год Переход под юрисдикцию | Переформирования, дислокация управления, состояние на 2018 |
| ---------------------------------------------------------------- | ------------ | ---------------------------------- | -------------------------------------------------------- | ------------------------------------------ | ------------------------------- | --- |
| 12-й армейский корпус                                            | 1967         | 12-й стрелковый корпус             | СКВО, Краснодар, РСФСР                                   | 9-я мсд 113-я мсд 156-я мсд                | Россия                          | В 1992 году переформирована в 49-ю общевойсковую армию, а после в 67-й армейский корпус |
| 13-й гвардейский армейский Кенигсбергский Краснознамённый корпус | 1957         | 13-й гвардейский стрелковый корпус | МВО, Горький, РСФСР                                      | 60-я тд 89-я мсд 225-я мсд                 | Россия                          | Переформирован в сентябре 1990 года в 22-ю гвардейскую общевойсковую армию. В 1996 году 22-я армия была расформирована                                                                                         |
| 17-й армейский корпус                                            | 1949         | 17-й стрелковый корпус             | САВО → ТуркВО, Фрунзе, КирССР                            | 68-я мсд 8-я гв.мсд                        | Казахстан Киргизия              | В 1992 году корпус был разделён между Казахстаном, за которым осталась 68-я мсд, и Киргизией, за которой осталась 8-я гв. мсд. Управление корпуса послужило основой для создания Министерства обороны Киргизии |
| 25-й армейский корпус                                            | 1980         | —                                  | ДВО, Петропавловск-Камчатский, Камчатская область, РСФСР | 22-я мсд 87-я мсд 99-я мсд                 | —                               | Расформирован летом 1989 года |
| 26-й армейский корпус                                            | 1967         | —                                  | ЛенВО, Архангельск, РСФСР                                | 69-я мсд 77-я гв. мсд 115-я мсд            | —                               | Расформирован в конце 1989 года |
| 28-й армейский корпус                                            | 1957         | —                                  | ЦГВ, Оломоуц, ЧССР                                       | 30-я гв. мсд 31-я тд                       | Россия                          | В 1991 году управление корпуса передислоцировано в Кемерово. Расформирован в 2008 году |
| 30-й гвардейский армейский Ленинградский Краснознамённый корпус  | 1957         | 30-й гвардейский стрелковый корпус | ЛенВО, Выборг, Ленинградская область, РСФСР              | 45-я гв.мсд 64-я гв. мсд 37-я мсд          | Россия                          | Расформирован в 1996 году |
| 31-й армейский Ордена Кутузова корпус                            | 1957         | 13-й стрелковый корпус             | ЗакВО, Кутаиси, ГССР                                     | 10-я гв. мсд 145-я мсд 147-я мсд 152-я мсд | —                               | Расформирован в 1992 году |
| 32-й армейский корпус                                            | 1967         | —                                  | ОдВО, Симферополь, Крымская область, УССР                | 126-я мсд 157-я мсд 159-я мсд              | Украина                         | Расформирован в 2003 году |
| 33-й армейский корпус                                            | 1957         | 119-й стрелковый корпус            | СибВО, Кемерово, РСФСР                                   | 13-я мсд 62-я мсд 167-я мсд                | Россия                          | Расформирован в 1991 году |
| 34-й армейский корпус                                            | 1980         | —                                  | СКВО, Волгоград, РСФСР                                   | 82-я мсд 197-я мсд                         | Россия                          | В 1989 году переформирована в 48-ю общевойсковую армию. После слияния с управлением 8-й гвардейской общевойсковой армии переформирована в 8-й гвардейский армейский корпус                                     |
| 36-й армейский корпус                                            | 1982         | —                                  | ТуркВО, Ашхабад, ТурССР                                  | 58-я мсд 88-я мсд 154-я мсд                | Туркмения                       | В 1991 году переформирована в 52-ю общевойсковую армию, которая была расформирована в 1992 году |
| 42-й армейский корпус                                            | 1982         | —                                  | СКВО, Орджоникидзе, СОАССР, РСФСР                        | 19-я мсд 268-я мсд                         | Россия                          | В 1994 году переформирована в 58-ю общевойсковую армию |
| 43-й армейский корпус                                            | 1957         | 137-й стрелковый корпус            | ДВО, Биробиджан, Еврейская автономная область, РСФСР     | 118-я мсд 272-я мсд                        | —                               | Расформирован осенью 1989 года |
| 55-й армейский корпус                                            | 1989         | 36-я общевойсковая армия           | ЗабВО, Борзя, Читинская область, РСФСР                   | 11-я гв. мсд 38-я гв. мсд 122-я гв. мсд    | Россия                          | Расформирован в 1994 году |
| 57-й армейский корпус                                            | 1988         | 29-я общевойсковая армия           | ЗабВО, Улан-Удэ, Читинская область, РСФСР                | 5-я гв.тд 52-я мсд 198-я мсд 245-я мсд     | Россия                          | Расформирован в 1994 году |
| 59-й армейский корпус                                            | 1989         | 40-я общевойсковая армия           | ТуркВО, Самарканд, УзССР                                 | 108-я мсд 201-я мсд                        | Узбекистан                      | Расформирован в 1992 году. 201-я мсд из состава корпуса отошла России |
| 64-й армейский корпус                                            | 1980         | —                                  | КВО, Артёмовск, Ворошиловградская область, УССР          | 36-я мсд 46-я мсд                          | —                               | Расформирован в июле 1989 года |

### Артиллерийские корпуса
В период с 1989 по 1991 годы в составе Сухопутных войск Вооружённых сил СССР имелся только один артиллерийский корпус.
- Примечание:ад — сокращение от артиллерийская дивизия.

| Корпус (полное наименование) | Год создания | Предшественник | Принадлежность к объединению, дислокация, 1989-1991 | Дивизии в составе корпуса | 1992 год Переход под юрисдикцию | Переформирования, дислокация управления, состояние на 2018 |
| ---------------------------- | ------------ | -------------- | --------------------------------------------------- | ------------------------- | ------------------------------- | ---------------------------------------------------------- |
| 66-й артиллерийский корпус   | 1990         | —              | ПрикВО, Нестеров, Львовская область, УССР           | 26-я ад 81-я ад           | Украина                         | Расформирован в 1992 году                                  |

## Военно-воздушные силы

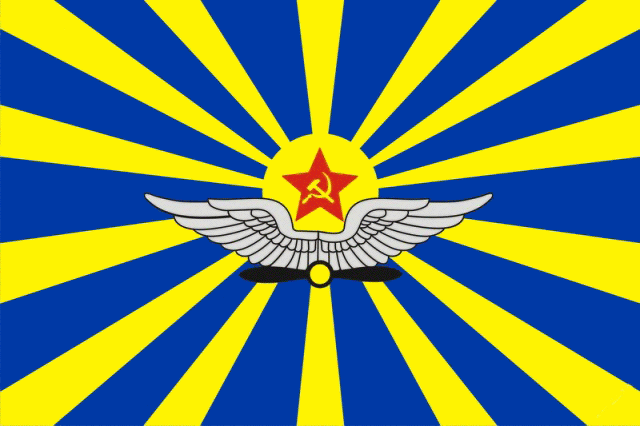
Флаг ВВС СССР

В период с 1989 по 1991 годы в составе ВВС СССР в период с 1989 по 1991 годы имелся только один авиационный корпус
- Примечание:

1. гв. — гвардейская;
2. ибад — истребительно-бомбардировочная дивизия;
3. бап — бомбардировочный авиационный полк;
4. иап — истребительный авиационный полк;
5. опс — отдельный полк связи.

| Корпус (полное наименование)      | Год создания | Предшественник       | Принадлежность к объединению, дислокация, 1989-1991 | Бригады и полки в составе корпуса                    | 1992 год Переход под юрисдикцию | Переформирования, дислокация управления, состояние на 2018 |
| --------------------------------- | ------------ | -------------------- | --------------------------------------------------- | ---------------------------------------------------- | ------------------------------- | --- |
| 56-й смешанный авиационный корпус | 1989         | 49-я воздушная армия | ТуркВО, Ташкент, УзССР                              | 34-я ибад 735-й бап 115-й гв. иап 156-й иап 10-й опс | Узбекистан                      | По одним данным в июне 1989 года управление 49-й воздушной армии было переформировано в 56-й смешанный авиационный корпус. По другим данным 49-я воздушная армия была объединена с 73-й воздушной армией, после чего в составе 73-й воздушной армии был создан 56-й смешанный авиационный корпус, который в мае 1992 года стал основой для создания ВВС Казахстана, а управление 73-й воздушной армии стало основой для создания ВВС Узбекистана |

## Войска ПВО СССР
Полный список корпусов (23 объединения) противовоздушной обороны существовавших в составе Войск ПВО СССР в период с 1989 по 1991 годы.
В списке также указаны корпуса находившиеся в подчинении Войск противоракетной и противокосмической обороны, которые создавались и существовали в структуре Войск ПВО.
- Примечание:

1. гв. — гвардейская;
2. зрбр/зрп — зенитно-ракетная бригада / зенитно-ракетный полк
3. иап — истребительный авиационный полк;
4. ККП — контроль космического пространства;
5. ОА ПВО — Отдельная армия ПВО;
6. опрц — отдельный противоракетный центр (аналог зенитно-ракетного полка);
7. орту/ортц — отдельный радиотехнический узел / отдельный радиотехнический центр;
8. ПКО — противокосмическая оборона;
9. ПРО — противоракетная оборона;
10. ртбр/ртп — радиотехническая бригада / радиотехнический полк.

| Корпус (полное наименование)                                       | Год создания | Предшественник                                         | Принадлежность к объединению, дислокация, 1989-1991              | Бригады и полки в составе корпуса | 1992 год Переход под юрисдикцию | Переформирования, дислокация управления, состояние на 2018 |
| ------------------------------------------------------------------ | ------------ | ------------------------------------------------------ | ---------------------------------------------------------------- | --- | ------------------------------- | --- |
| 2-й корпус ПВО                                                     | 1960         | 88-й истребительный авиационный корпус ПВО             | Московский округ ПВО, Ржев, Калининская область, РСФСР           | 28-й гв. иап 401-й иап 790-й иап 47-й зрп 195-й зрп 242-й гв. зрп 1281-й зрп 3-я ртбр                                                                       | Россия                          | Переформирован в 1994 году в 5-ю дивизию ПВО. В 2001 году переформирован в 32-й корпус ПВО. В 2009 году переформирован в 6-ю бригаду воздушно-космической обороны. Дислокация не изменилась             |
| 3-й корпус ПВО                                                     | 1960         | 56-й истребительный авиационный корпус ПВО             | Московский округ ПВО, Ярославль, РСФСР                           | 415-й иап 445-й иап 611-й иап 79-я гв. зрбр 48-й зрп 164-й зрп 380-й зрп 474-й зрп 488-й зрп 713-й зрп 1257-й зрп 1287-й зрп 6-я ртбр 66-й ртп              | Россия                          | Переформирован в 1995 году в 3-ю дивизию ПВО. Расформирован в 2002 году |
| 7-й корпус ПВО                                                     | 1960         | 78-й гвардейский истребительный авиационный корпус ПВО | Московский округ ПВО, Брянск, РСФСР                              | 191-й иап 472-й иап 80-й гв. зрп 108-й зрп 260-й зрп 1284-й зрп 41-я ртбр 67-й ртп                                                                          | Россия                          | Переформирован в 1994 году в 4-ю дивизию ПВО. Расформирован в 1998 году |
| 8-й Краснознамённый корпус ПВО                                     | 1960         | Комсомольский корпус ПВО                               | 11-я ОА ПВО, Комсомольск-на-Амуре, Хабаровский край, РСФСР       | 60-й иап 301-й иап 308-й иап 109-я зрбр 118-я зрбр 345-я зрбр 1251-й зрп 55-я рбр 9-й ртп 48-й ртп 213-й ртп                                                | Россия                          | Переформирован в 2001 году в 25-ю дивизию ПВО. В 2009 году переформирован в 11-ю бригаду воздушно-космической обороны. Дислокация не изменилась                                                         |
| 9-й отдельный корпус ПРО                                           | 1978         | 2-е Управление войск противоракетной обороны           | Управление Войск ПРО и ПКО, Акулово, Московская область, РСФСР   | 52-й опрц 57-й опрц 102-й опрц 121-й опрц 572-й орту 61-й ортц                                                                                              | Россия                          | В 1995 году прошла передислокация управления корпуса в Софрино Московской области. В октябре 1998 года 9-й корпус ПРО переформирован в 9-ю дивизию ПРО. Дислокация не изменилась                        |
| 16-й корпус ПВО                                                    | 1963         | 18-я дивизия ПВО                                       | Московский округ ПВО, Горький, РСФСР                             | 786-й иап 153-й иап 72-я зрбр 291-й зрп 356-й зрп 371-й гв. зрп 493-й гв. зрп 9-я ртбр 65-й ртп                                                             | Россия                          | Расформирован в 1994 году |
| 11-й корпус ПВО                                                    | 1960         | 39-я истребительная авиационная дивизия ПВО            | 2-я ОА ПВО, Минск, БССР                                          | 61-й иап 201-й иап 15-я зрбр 105-я зрбр 117-я зрбр 127-я зрбр 377-й гв. зрп 1146-й гв. зрп 8-я ртбр 49-й ртп                                                | Белоруссия                      | Расформирован в 1994 году |
| 12-й корпус ПВО                                                    | 1960         | —                                                      | 19-я ОА ПВО, Ростов-на-Дону, РСФСР                               | 83-й гв. иап 562-й иап 393-й гв. иап 54-я зрбр 73-я зрбр 80-я зрбр 631-й зрп 815-й зрп 879-й зрп 1244-й гв. зрп 7-я ртбр 64-й ртп 77-й ртп                  | Россия                          | В 1998 году переименован в 51-й корпус ПВО. В 2009 году корпус переформирован в 7-ю бригаду воздушно-космической обороны. Дислокация не изменилась                                                      |
| 14-й корпус ПВО                                                    | 1960         | —                                                      | 19-я ОА ПВО, Тбилиси, ГССР                                       | 166-й гв. иап 529-й иап 93-я зрбр 144-я зрбр 266-я зрбр 643-й зрп 383-й зрп 78-я ртбр 79-я ртбр                                                             | —                               | Расформирован в 1992 году |
| 15-й корпус ПВО                                                    | 1960         | 236-я истребительная авиационная дивизия ПВО           | 19-я ОА ПВО, Баку, АзССР                                         | 82-й иап 128-я зрбр 129-я зрбр 190-й зрп 2-я ртбр | —                               | Расформирован в 1992 году |
| 18-й отдельный корпус ККП                                          | 1988         | —                                                      | Управление Войск ПРО и ПКО, Ногинск-9, Московская область, РСФСР | 145-й центр ККП «Окно» | Россия                          | В октябре 1994 года 18-й корпус ККП был переформирован в 45-ю дивизию ККП. В 2011 году 45-я дивизия ККП переформирована в 821-й главный центр разведки космической обстановки. Дислокация не изменилась |
| 21-й корпус ПВО                                                    | 1960         | Северный корпус ПВО                                    | 10-я ОА ПВО, Североморск, Мурманская область, РСФСР              | 174-й гв. иап 431-й иап 347-й иап 116-я гв. зрбр 39-я зрбр 42-я зрбр 143-я зрбр 224-я зрбр 824-й зрп 5-я ртбр                                               | Россия                          | В 2009 году корпус переформирован в 1-ю бригаду воздушно-космической обороны. Дислокация не изменилась                                                                                                  |
| 23-й корпус ПВО                                                    | 1960         | Приморский корпус ПВО                                  | 11-я ОА ПВО, Владивосток, Приморский край РСФСР                  | 22-й гв. иап 47-й иап 530-й иап 821-й иап 88-я зрбр 130-я зрбр 150-я зрбр 267-я зрбр 749-й зрп 1300-й зрп 10-я ртбр 123-й ртп                               | Россия                          | Переформирован в 2001 году в 93-ю дивизию ПВО. В 2009 году переформирован в 12-ю бригаду воздушно-космической обороны. Дислокация не изменилась                                                         |
| 27-й корпус ПВО                                                    | 1960         | Балтийский корпус ПВО                                  | 6-я ОА ПВО, Рига, ЛатССР                                         | 54-й гв. иап 689-й гв. иап 69-я зрбр 77-я зрбр 158-я гв. зрбр 169-я гв. зрбр 183-я гв. зрбр 205-я зрбр 466-я зрбр 427-й зрп 80-я ртбр 81-я ртбр             | Россия                          | Расформирован в 1994 году |
| 28-й корпус ПВО                                                    | 1960         | Львовский корпус ПВО                                   | 2-я ОА ПВО, Львов, УССР                                          | 179-й иап 894-й иап 254-й зрп 540-й зрп 270-й зрп 438-й зрп 521-й зрп 1-я ртбр                                                                              | Украина                         | В 1992 году переформирован в Западный район ПВО |
| 37-й корпус ПВО                                                    | 1960         | 7-я дивизия ПВО                                        | 12-я ОА ПВО, Алма-Ата, КазССР                                    | 87-я зрбр 145-я гв.зрбр 132-я зрбр 1022-й зрп 60-я ртбр 42-я ртбр                                                                                           | Казахстан                       | 145-я гвардейская зенитно-ракетная бригада из состава корпуса в 1992 году отошла под юрисдикцию Киргизии. В 1992 году управление корпуса переформировано в управление Противовоздушной обороны ВС РК    |
| 38-й Амурский корпус ПВО                                           | 1980         | 20-я дивизия ПВО                                       | 14-я ОА ПВО, Новосибирск, РСФСР                                  | 849-й иап 113-я зрбр 155-я зрбр 393-й зрп 388-й зрп 499-й зрп 506-й зрп 531-й гв. зрп 537-й зрп 1252-й зрп 157-я ртбр 88-й ртп                              | Россия                          | Переформирован в 1994 году в 41-ю дивизию ПВО. В 2009 году переформирован в 9-ю бригаду воздушно-космической обороны. Дислокация не изменилась                                                          |
| 49-й корпус ПВО                                                    | 1989         | 11-я и 19-я дивизии ПВО                                | 8-я ОА ПВО, Днепропетровск, УССР                                 | 636-й иап 933-й иап 146-й гв. иап 96-я зрбр 149-я зрбр 212-я зрбр 138-й зрп 276-й зрп 392-й гв. зрп 613-й зрп 508-й зрп 317-й зрп 138-я ртбр 164-я ртбр     | Украина                         | Расформирован в 1992 году |
| 50-й гвардейский Ясский Краснознамённый Ордена Суворова корпус ПВО | 1986         | 16-я и 33-я дивизии ПВО                                | 14-я ОА ПВО, Атамановка, Читинская область, РСФСР                | 22-й иап 350-й иап 469-я гв. зрбр 394-й зрп 413-й зрп 69-я рбр 157-й ртп 203-й ртп                                                                          | Россия                          | Переформирован в 1998 году в 26-ю гвардейскую дивизию ПВО. В 2009 году переформирован в 10-ю гвардейскую бригаду воздушно-космической обороны. Дислокация не изменилась                                 |
| 54-й корпус ПВО                                                    | 1986         | —                                                      | 6-я ОА ПВО, н.п. Тайцы, Ленинградская область, РСФСР             | 177-й иап 180-й гв. иап 82-я зрбр 83-я зрбр 84-я зрбр 86-я гв. зрбр 204-я гв. зрбр 555-й зрп 33-й зрп 169-й гв. зрп 219-й зрп 341-й зрп 967-й зрп 46-я ртбр | Россия                          | В 2009 году 54-й корпус ПВО был переформирован во 2-ю бригаду воздушно-космической обороны. Дислокация не изменилась                                                                                    |
| 56-й корпус ПВО                                                    | 1980         | —                                                      | 14-я ОА ПВО, Семипалатинск, КазССР                               | 64-й иап 356-й иап 120-й зрп 374-й гв. зрп 513-й зрп 770-й гв. зрп 17-й ртп 84-й ртп                                                                        | Казахстан                       | Расформирован в 1994 году |
| 60-й корпус ПВО                                                    | 1989         | 1-я и 21-я дивизии ПВО                                 | 8-я ОА ПВО, Одесса, УССР                                         | 62-й иап 738-й иап 100-я зрбр 174-я зрбр 206-я зрбр 160-я зрбр 208-я гв. зрбр 275-я гв. зрбр 1014-й гв. зрп 1170-й зрп 14-я ртбр 16-я ртбр                  | Украина                         | Расформирован в 1992 году |
| 72-й корпус ПВО                                                    | 1990         | 6-я дивизия ПВО и 24-я дивизия ПВО                     | 11-я ОА ПВО, Петропавловск-Камчатский, Камчатская область РСФСР  | 41-й иап 528-й иап 777-й иап 865-й иап 191-я зрбр 140-й зрп 752-й зрп 891-й зрп 38-й ртп 39-й ртп 60-й ртп 124-й ртп 125-й ртп                              | Россия                          | В августе 1994 года 72-й корпус ПВО был переформирован обратно в 6-ю дивизию ПВО. В последующем 6-я дивизия ПВО была расформирована, а её части были переданы в 53-ю дивизию ПВО                        |

## Железнодорожные войска
Полный список железнодорожных корпусов (5 объединений) существовавших в составе Железнодорожных войск СССР в период с 1989 по 1991 годы
- Примечание:

1. по бригадам в составе корпусов приводятся не полные наименования, а только общевоинские номера;
2. гв. — сокращение от гвардейская.

| Корпус (полное наименование)                                 | Год создания | Дислокация управления корпуса, 1989-1991 | Бригады в составе корпуса                                                | 1992 год Переход под юрисдикцию | Переформирования, дислокация управления, состояние на 2018 |
| ------------------------------------------------------------ | ------------ | ---------------------------------------- | ------------------------------------------------------------------------ | ------------------------------- | --- |
| 1-й железнодорожный Ордена Октябрьской революции корпус      | 1946         | Хабаровск, РСФСР                         | 1-я 7-я 33-я 37-я 39-я                                                   | Россия                          | Дислокация на 2008 год не изменилась. В 2009 году управление корпуса было переформировано в 5-е территориальное ордена Октябрьской Революции командование железнодорожных войск, которое в 2011 году было переформировано в Управление железнодорожных войск Восточного военного округа |
| 2-й железнодорожный Ордена Трудового Красного знамени корпус | 1946         | Киев, УССР                               | 1-я гв. 2-я 14-я 26-я 28-я 29-я 30-я 32-я 36-я 45-я 47-я                 | Украина                         | В 1992 году управление корпуса переформировано в управление Железнодорожных войск Украины, которое было расформировано в 2003 году |
| 4-й железнодорожный корпус                                   | 1946         | Свердловск, РСФСР                        | 4-я 5-я 17-я 19-я 43-я 48-я                                              | Россия                          | Управление корпуса в 2009 году было переформировано в 6-е территориальное командование железнодорожных войск, которое в 2011 году было переформировано в Управление железнодорожных войск Центрального военного округа                                                                  |
| 35-й железнодорожный корпус                                  | 1974         | Смоленск, РСФСР                          | 6-я 8-я 10-я 12-я 13-я 15-я 16-я 31-я 34-я 35-я 38-я 40-я 42-я 46-я 50-я | Россия                          | Управление корпуса в 2009 году было переформировано в 7-е территориальное командование железнодорожных войск, которое в 2011 году было переформировано в Управление железнодорожных войск Западного военного округа                                                                     |
| 76-й железнодорожный корпус                                  | 1991         | Волгоград, РСФСР                         | 9-я 11-я 22-я 24-я                                                       | Россия                          | Управление корпуса в 2009 году было переформировано в 8-е территориальное командование железнодорожных войск, которое в 2011 году было переформировано в Управление железнодорожных войск Южного военного округа                                                                        |

## Дорожные войска
Полный список дорожно-строительных корпусов (3 объединения), существовавших в составе Вооружённых сил СССР в период с 1989 по 1991 годы, и находившихся в подчинении Центрального дорожно-строительного управления Министерства обороны (ЦДСУ МО), созданного в 1988 году.
- Примечание:

1. Все корпуса дислоцировались на территории РСФСР и после распада СССР отошли в состав Вооружённых сил Российской Федерации;
2. По причине единовременного создания всех дорожно-строительных корпусов в структуре ЦДСУ (1988 год), графа с указанием года создания в данном списке отсутствует.
3. Для  дорожно-строительных бригад в составе корпусов приводится не полное наименование, а только общевоинский номер.

| Корпус (полное наименование)     | Дислокация управления корпуса, 1989-1991 | Бригады в составе корпуса                 | Переформирования, смена дислокации управления                                                                  |
| -------------------------------- | ---------------------------------------- | ----------------------------------------- | --- |
| 62-й дорожно-строительный корпус | Вологда, РСФСР                           | 322-я 323-я 325-я 326-я 327-я 328-я 340-я | Дислокация не изменялась. Расформирован в 1999 году.                                                           |
| 63-й дорожно-строительный корпус | Киров, РСФСР                             | 324-я 330-я 331-я 332-я 333-я 336-я 343-я | Дислокация не изменялась. Расформирован в 1999 году.                                                           |
| 65-й дорожно-строительный корпус | Рязань, РСФСР                            | 329-я 334-я 335-я 337-я 338-я 339-я 341-я | Дислокация не изменялась. Переформирован в 1992 году в 1373-е территориальное дорожно-строительное управление. |

## Список применяемых условных сокращений
Ниже приведены сокращения, которые не раскрыты в заглавиях разделов.
- АзССР — Азербайджанская Советская Социалистическая Республика;
- БелВО — Белорусский военный округ;
- БССР — Белорусская Советская Социалистическая Республика;
- ГССР — Грузинская Советская Социалистическая Республика;
- ДВО — Дальневосточный военный округ;
- ЗабВО — Забайкальский военный округ;
- ЗакВО — Закавказский военный округ;
- КазССР — Казахская Советская Социалистическая Республика;
- КирССР — Киргизская Советская Социалистическая Республика;
- КВО — Киевский военный округ;
- ЛатССР — Латвийская Советская Социалистическая Республика;
- ЛенВО — Ленинградский военный округ;
- МВО — Московский военный округ;
- ОдВО — Одесский военный округ;
- ПВО — Противовоздушная оборона;
- ПрибВО — Прибалтийский военный округ;
- РСФСР — Российская Советская Федеративная Социалистическая Республика;
- САВО — Среднеазиатский военный округ;
- СибВО — Сибирский военный округ;
- СКВО — Северокавказский военный округ;
- ТуркВО — Туркестанский военный округ;
- УССР — Украинская Советская Социалистическая Республика;
- УзССР — Узбекская Советская Социалистическая Республика;
- ЧССР — Чехословацкая Социалистическая Республика;
- ЦГВ — Центральная группа войск;